# کری آرمسترانگ
کری آرمسترانگ (انگلیسی: Kerry Armstrong؛ زادهٔ ۱۲ سپتامبر ۱۹۵۸) یک هنرپیشه اهل استرالیا است. وی از سال ۱۹۷۴ میلادی تاکنون مشغول فعالیت بوده‌است.
او در فیلم بسیار عالی آقای داندی، ایمی، یک روز عالی و دختر اقیانوس بازی کرده‌است.